# Muchtar Borbugułow
Muchtar Borbugułow (kirg. Мухтар Борбугулов; ur. 1930, zm. 2004) – kirgiski pisarz, uhonorowany tytułem „Ludowy Pisarz Republiki Kirgiskiej” (1995).

## Życiorys
Urodził się we wsi Kyz-Köl rejonu Suzak. W roku 1952 ukończył studia na Wydziale Filologicznym Narodowego Uniwersytetu Kirgistanu, a w 1957 roku obronił dysertację kandydacką przy Akademii Nauk ZSRR. Potem kierował oddziałem czasopisma „Ała-Too”. W roku 1970 został profesorem Narodowego Uniwersytetu Kirgistanu, gdzie piastował stanowisko kierownika katedry Literatury Narodów ZSRR. Był specjalistą w dziedzinie literatury kirgiskiej, redaktorem naczelnym Kirgiskiej Encyklopedii Radzieckiej (od roku 1988) i zdobywcą wielu nagród, w tym Nagrody Państwowej Republiki Kirgiskiej w dziedzinie nauki i techniki. Pod jego kierunkiem wykształcenie zdobyło siedmiu kandydatów nauk. Jego wnuczka Dina Masłowa została dziennikarką.

## Dzieła wybrane
- Развитие киргизской советской драматургии. Фрунзе, «Кыргызмамбас», 1958.
- Учу кыйырсыз жол. Фрунзе, «Кыргызстан», 1968.
- Кенч капкасын ачып. Фрунзе, «Кыргызстан», 1980.
- Единство национального и интернационального. Москва, «Сов. писатель», 1975.
- Адабият теориясы. Бишкек, 1996.